# Haus Bruch (Hattingen)

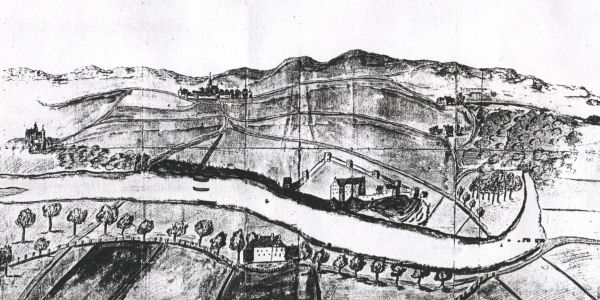
Haus Bruch (ganz links im Bild)

Haus Bruch, auch Haus Broich, war ein Rittergut bei Hattingen am linken Ufer der Ruhr, nahe der Einmündung des Sprockhöveler Bachs.

## Geschichte
Erstmals wird Haus Bruch 1217 als fester Rittersitz der Herren von Broich erwähnt.
Die Anlage im Sumpfgelände an der Ruhr besaß dicke Mauern, einen Bergfried, Wassergräben und Fallbrücke. Zu den Einnahmequellen gehörte eine eigene Kornmühle, die Herzog Wilhelm von Cleve 1593 Bernd von Heiden bewilligte, nachdem dieser einen ansehnlichen Geldbetrag hinterlegt hatte. Der Große Kurfürst von Brandenburg, Friedrich Wilhelm, ernannte 1648 durch die concessio jurisdictionis über Haus Bruch Friedrich von Heiden zum Gerichtsherren. Dessen Bezirk wurde somit zur „Herrlichkeit Bruch“.
Ferdinand Sigismund Wennemar von Heiden zu Bruch erwarb durch Heirat Haus Kliff (Cliff/Klyff). Er und sein älterer Bruder Friedrich Arnold von Heiden zu Bruch sowie deren Vetter Gottfried Friedrich Johann von Heiden zu Schönrath waren die letzten Grundherren dieses Namens auf Haus Bruch.
Die Brüder Graf Friedrich Bylandt-Halt (1711–1789) und Graf Roeleman Ferdinand (1716–1796), deren Familie über Christina Louise Maria, einer Schwester des Gottfried Friedrich Johann von Heiden zu Schönrath mit der Familie von Heiden verschwägert war, erbten und verkauften die Herrlichkeit Bruch und Haus Kliff.
1789 erwarb Johann Wilhelm Sombart den Rittersitz Haus Bruch, den er 1797 durch Testament seinem Neffen Karl Anton Wilhelm August Sombart vermachte.
Im Jahre 1853 erwarb der Graf Henrich zu Stolberg-Wernigerode aus dem Harz, Besitzer der Ilseder Hütte, das Anwesen, um auf diesem Gelände eine neue Hütte zu bauen, die dann später auch seinen Namen erhielt.
Die Relikte der Henrichshütte bestimmen bis heute das Areal. Über Relikte von Haus Bruch sind bisher keine gesicherten Angaben bekannt.